# Reflexologie
Die Reflexologie war eine medizinhistorisch bedeutsame Lehre zur Arbeitsweise des Zentralen Nervensystems (ZNS) und wurde als objektive Wissenschaft von den Reflexen am Anfang des 20. Jahrhunderts gemeinsam von Wladimir Michailowitsch Bechterew und Iwan Petrowitsch Pawlow begründet. Beide Forscher schufen damit jeweils auch 1903 (Pawlow) und 1907 (Bechterew) eine neue Richtung der objektiven Psychologie.(a) (a) (a) Die Erforschung der Reflexe wurde durch Tierexperimente gestützt. Pawlow war u. a. Schüler der Physiologen Sergei Petrowitsch Botkin ab 1860 in Petersburg und 1884/85 von Carl Ludwig in Leipzig sowie von Rudolf Heidenhain in Breslau.(a) (a) Bechterew war Schüler des neuropathologisch und psychotherapeutisch ausgerichteten Psychiaters Jean-Martin Charcot in Paris sowie des Psychologen und Philosophen Wilhelm Wundt in Leipzig.(b)

## Ergebnisse
Pawlow hat vor allem den Begriff der bedingten Reflexe geprägt. Diese galten ihm auch als universelles Modell für die Erklärung psychischer Störungen. Dabei stellte er sie als erlernte konditionierte Reflexe den ererbten natürlichen bzw. unkonditionierten Reflexen gegenüber, so z. B. auch den vegetativen, verdauungsphysiologischen Nervenleistungen, die er am Hundeexperiment nachweisen konnte. Psychisches war damit gewissermaßen durch einen „psychischen Reflexbogen“ zu beschreiben.(c) (b)  Entscheidend war für Pawlow die „Höhe“ der Verschaltung dieser bedingten Reflexe. Er unterschied das corticale und das subcortikale Niveau.(b) Beim Menschen fügte er noch das Stirnhirn mit der Sprachfähigkeit als dritte Ebene hinzu.(c) Als Beleg für Pawlows These der Erklärung psychischer Störungen diente ihm die Erzeugung experimenteller Neurosen.(c)
Die „Höhe“ der Verschaltung ist nach Bechterew durch die zentripetale Leitung über mehrere Schaltzentren zu verstehen.(a) Bechterew hat die Reihe der von ihm beschriebenen angeborenen Reflexe in großem Stile vermehrt. Damit trug er erheblich zu einer Erweiterung des Wissens bei über die „unkonditionierten Reflexe“ Pawlows – ein Wissen, das nicht ohne Schlussfolgerung bleiben konnte für die Lokalisation der „subcorticalen Reflexe“ bzw. der Vielzahl von „subcortikalen Ebenen“ im Sinne der eher unbestimmten neurophysiologischen „Höhenangaben“ Pawlows.(a) Reflexologie war die von W. M. Bechterew ab 1910 bevorzugte Bezeichnung für seine objektive Psychologie. Bechterew lehnte im Gegensatz zu Pawlow jede Art materialistischer Auffassungen ab. Er vertrat einen psychophysischen Parallelismus und war Anhänger der Assoziationspsychologie.(b)

## Vorgänger
Als Vorläufer der Reflexologie muss auf die Arbeiten von Robert Whytt und insbesondere auf die von Iwan Michailowitsch Setschenow und Botkin verwiesen werden. Von Setschenow und Botkin übernahm Pawlow die Lehre des Nervismus. In dieser war auch die Grundlage zum Verständnis der Entwicklung „höherer“ Leistungen enthalten. Diese „Höherentwicklung“ war theoretisch auch auf die Evolution und auf die Reflexologie zu übertragen. Die Übernahme evolutionärer Gesichtspunkte war bereits durch den Nervismus erfolgt.(a) (a)

## Weitere Entwicklungen
Die Lehren Pawlows und Bechterews nahmen die später selbstverständlichen Erkenntnisse der Neuronentheorie, der Nervenbahnen und der im ZNS lokalisierbaren Schaltzentren vorweg. Die Forschungsrichtung sah hintereinander geschaltete Reflexe als Ursache nicht nur für komplexe Bewegungsabfolgen, sondern auch für geistige Leistungen an (Reflexkettentheorie). Auf der logischen Ebene ursächlicher Relationen und Verkettungen solcher Leistungen entwickelte Pawlow die Theorie unterschiedlicher Signalsysteme.(d) (a) In ähnlichem Zusammenhang hat Charles Scott Sherrington (1857–1952) die Regelungstheorie in die Reflexologie einbezogen.(a) Diese Auffassungen beeinflussten den sich in den USA Anfang des 20. Jahrhunderts verbreitenden Behaviorismus. Dieser wollte eine neue objektive Methode für die Untersuchung psychischer Vorgänge sein. Als Gegenpol zur Reflexkettentheorie entwickelte sich in den 1930er-Jahren die Instinkttheorie der klassischen vergleichenden Verhaltensforschung (Ethologie), in der ein Zusammenspiel von äußeren Reizen und inneren Antrieben (Instinkten) betont wurde.

## Würdigung
Die Ergebnisse der Reflexologie am Anfang des 20. Jahrhunderts stellten die bisherige Psychologie vor eine Herausforderung.(b) Auch wenn bereits Wundt eine experimentelle Psychologie betrieben hatte, so suchte diese doch nach den Beziehungen zwischen Erlebnissen und objektiven (physikalischen) Gegebenheiten.(c) Solche Aufgabenstellungen lehnte die „objektive Psychologie“ Pawlows und Bechterews ab. In positivistischem Sinne hielten sie eine Innenpsychologie für belanglos. Sie teilten die schon von den antiken Skeptikern und zuletzt von Immanuel Kant geäußerten Bedenken gegen die Zuverlässigkeit der Selbstbeobachtung oder etwa der Selbstberichtsverfahren. Kant schrieb, dass „die Beobachtung an sich [selbst] schon den Zustand des beobachteten Gegenstandes alteriert und verstellt“. Daher wurde versucht, alles seelische Geschehen in messbare Reflexe aufzulösen, die verstärkt oder gehemmt werden können. Hauptsächlich unterschiedliche Hemmungen – wie etwa bei der Neurasthenie – oder der Zusammenstoß erregender und hemmender Stimuli erzeugen nach Pawlow die verschiedenen psychiatrischen Störungen. Er konnte sich bei diesen Annahmen auch auf die Arbeiten von Iwan Michailowitsch Setschenow (1829–1905) und Botkin stützen.(d) Ihre als Nervismus bekannte Lehre bestätigt die Hemmung entwicklungsgeschichtlich „niedrigerer Zentren“ durch die „höheren“. Pawlow erkannte, dass die „niedrigeren Zentren“ den unkonditionierten nervösen Aktivitäten entsprechen, die „höheren“ den im Verlauf der Entwicklungsgeschichte konditionierten Aktivitäten.(b) Als praktische Anwendung der Reflexologie ist auf die Lernpsychologie sowie auf die Werbungsindustrie hinzuweisen. Die Werbungspraxis besitzt allerdings den negativen Geruch unterschwelliger Beeinflussung und Nutzung von Vorurteilen.(a)

## Kritik
Die wissenschaftliche Herausforderung der Psychologie durch die Arbeiten Pawlows und Becherews steht nicht zuletzt im Zusammenhang mit eher zeitbedingten wissenschaftssoziologisch zu verstehenden Auffassungen nicht nur in Russland, die zu einer Betonung naturwissenschaftlicher Forschungsmethoden beitrugen. Außerdem führten die politischen Entwicklungen in Russland zur Lebenszeit dieser Forscher, speziell in den revolutionären Ereignissen des  Jahrs 1918, primär zu einer Stärkung des naturwissenschaftlichen Forschungsansatzes. Dies bedeutet, dass die Reflexologie bis heute die in Russland offiziell anerkannte Form psychosomatischer Medizin darstellt.(b) Ackerknecht spricht hier sogar von „Staatsreligion“. Er meint, dass Widersprüche in der Theorie der Reflexologie immer neue und daher leider immer absonderlichere Thesen erforderten, was die psychiatrische Krankheitslehre betrifft. Er schildert einige dieser psychologischen und psychopathologischen Thesen, wie etwa Pawlows Forderung nach dem Vorhandensein eines „Freiheitsreflexes“.(e) Bechterew veranlasste seit 1918 einfache, methodisch fragwürdige sozialpsychologische Leistungsexperimente, die er unter dem Begriff der „kollektiven Reflexologie“ zusammenfasste.(b) Es kann als trauriges und zugleich tragisches Zusammentreffen bezeichnet werden, dass die seinerzeit in Laboratorien durchgeführten experimentellen Untersuchungen und Konditionierungen sowie die damit – einschließlich der im Behaviorismus – üblich gewordenen Tierversuche ihr politisches Gegengewicht in den Straf- und Konzentrationslagern fanden, indem Umerziehung mittels Gehirnwäsche praktiziert wurde. Dieser noch heute spürbare Trend mag – wie Ackerknecht schätzt – als einzige praktische Anwendung der Pawlowschen Reflexpsychiatrie politisch anregend gewirkt haben.(f) Thure von Uexküll spricht im gleichen Zusammenhang auch von anderen Forschern, wie z. B. Sigmund Freud, die von dem durch die Naturwissenschaft der damaligen Zeit geprägten Weltbild beeindruckt waren, über das aber Pawlow sich offensichtlich nicht ebenso Rechenschaft gab. Dies erkläre, dass am Ende nicht mehr eine wissenschaftlich geprägte „Reflexologie“ sondern eine „materialistische Reflexmythologie“ entstand.(c)
Das Problem des eigentlich Psychischen (Qualia) kann zwar einschließlich einer Negation psychischer Terminologie anhand experimentell gewonnener Daten thematisiert werden, die entsprechenden Erkenntnisprozesse, Schlussfolgerungen und psychiatrischen Thesen der Reflexologie erscheinen jedoch teilweise zu willkürlich und reduktionistisch.(b) Die Definition der Reflexologie nach Bechterew und Pawlow als „Wissenschaft objektiv-biosozialer Erforschung der menschlichen Persönlichkeit in ihrer physikalisch-kosmischen u. sozialen Umgebung“(b) erscheint insofern zweifelhaft, als zwar der Anspruch auf einen objektiven und universellen Geltungsbereich dieser Tatsachen gestellt wird, dieser aber mit dem Ausschluss jeder Subjektivität kontrastiert. Intersubjektivität ist nach Habermas die Basis jedes Alltagsverständnisses. Zweifel an der Allgemeingültigkeit der Reflexologie wird insbesondere in der von Dörner gestellten Frage deutlich, warum die Soziologie zwar die Ansätze der Psychoanalyse, nicht aber die früheren Ansätze der Psychiatrie aufgriff?(b) Unter solchen „früheren Ansätzen der Psychiatrie“ sind die auch seit 1850 in der klassischen deutschen Psychiatrie unübersehbaren naturwissenschaftlichen Ansätze zu verstehen, die aufgrund der damals führenden Rolle Deutschlands offensichtlich nicht ohne Einfluss auf die russische Reflexologie geblieben sind. Dörner führt aus, dass Freud die Grenzen zwischen Natur-, Sozial- und Geisteswissenschaft unscharf hält.
Hofstätter glaubt, dass die Herausforderung, vor die sich die Psychologie durch die Reflexologie gestellt sah, in dem damals ermangelnden allgemeinen Bewusstsein bestand, dass sich in dieser noch jungen Wissenschaft sowohl naturwissenschaftliche als auch sozial- und geisteswissenschaftliche Aspekte vereinen.(d) Die Negation einer Innenpsychologie bestand demnach in der Vernachlässigung der Gesamtheit dieser Aspekte. So berücksichtigt die objektive Psychologie eher das Vorliegen einer Organneurose, bei der die vegetativen Funktionen im Sinne einer Bereitstellungskrankheit gestört sind, als die Diagnose einer Ausdruckskrankheit zu stellen, bei der das eigene Ich leidet.(d) Das unterscheidet die Denkweise Pawlows von der Wilhelm Griesingers (1817–1868). Dieser hatte sich ebenfalls mit einer Reflextheorie aufgrund experimenteller Daten befasst, war aber zu ganz anderen Schlüssen hinsichtlich der Innenppsychologie gekommen.(g)

## Alternativmedizin
Abzugrenzen von diesen Forschungsrichtungen ist die Reflextherapie, die in der Gegenwart bisweilen auch als Reflexologie bezeichnet wird. (b) Hierunter wird eine Druck- und Massagetechnik (Reflexzonenmassage) verstanden, die eine Verbindung bestimmter Bereiche auf der Oberfläche des menschlichen Körpers mit bestimmten inneren Organen herstellt. Auch soll beispielsweise die Headsche Zone alternativmedizinisch genutzt werden können, um im Wege einer Umkehr des Reflexgeschehens innere Organe zu beeinflussen; Ähnliches wird für die Mackenzie-Zonen in Bezug auf bestimmte Muskelbereiche behauptet. In einer 2011 publizierten Literaturübersicht (Review) wurde zusammenfassend festgestellt, dass es keine Studien mit überzeugenden Belegen für eine Wirksamkeit dieser Behandlungsformen gibt.